# (303265) Littmann
(303265) Littmann est un astéroïde de la ceinture principale.

## Description
(303265) Littmann est un astéroïde de la ceinture principale. Il fut découvert le 8 septembre 2004 à Wrightwood par James Whitney Young. Il présente une orbite caractérisée par un demi-grand axe de 2,30 UA, une excentricité de 0,06 et une inclinaison de 6,7° par rapport à l'écliptique.